# Драгоица (защитена местност)
Вижте пояснителната страница за други значения на Драгоица.
Аладжа манастир е защитена местност в България. Разположена е в землището на Ябланица и село Добревци, област Ловеч.
Разположена е на площ 89,9 ha. Обявена е на 22 декември 1987 г. с цел опазване на характерен ландшафт.
На територията на защитената местност се забраняват:
- кастренето, чупенето на клони, нараняването на стъблата и всякакви други действия, които биха довели до повреждане или унищожаване на вековните дървета;
- разкриване на кариери;
- строителство на сгради и пътища;
- паша на домашни животни;
- унищожаване или повреждане на растителността;
- ловуване;
- сечи, освен отгледни и санитарни.[1]